# ستائر العتمة (رواية)
رواية ستائر العتمة من تأليف الأسير وليد الهودلي  كتبها في سجن عسقلان عام 2001، وجاءت الرواية على جزأين الاول صدر عام 2003، عن المؤسسة الفلسطينية للإرشاد القومي. وثق الكاتب في هذا الجزء تجربته في الوعي والاعتقال الممتد من 1990 إلى 2002. صدر الجزء الثاني عام 2009، في هذا الجزء، يبرز التحدي الذي واجهه الهودلي أثناء اعتقاله الإداري عام 2007، حيث تعرض للمساءلة عن محتوى روايته.

## عن الرواية
رواية ستائر العتمة  تسلط الضوء على معاناة الأسرى الفلسطينيين في سجون الاحتلال الإسرائيلي، مركزة على تجربة التحقيق والضغط النفسي الذي يتعرض له المعتقلون. تمثل الرواية سردًا واقعيًا عبر شخصية "عامر"، الذي يعكس معاناة الأسرى في سجون الاحتلال. تأخذنا الرواية في رحلة من التحقيقات النفسية العميقة التي تركز على أساليب المخابرات الإسرائيلية من دون اللجوء للتعذيب الجسدي إلا في حالات نادرة.
ستائر العتمة هي أشبه بدليل إرشادي للأسرى الجدد وللمقاومة، تهدف إلى تعليمهم كيفية التصدي لهذه الأساليب النفسية واختراقها. يتعرض البطل عامر، للعديد من الحيل النفسية والخداع من قبل المحققين، لكن تجاربه السابقة تمنحه القدرة على التعامل مع المواقف بشكل حذر. تشمل الرواية تطور الحرب النفسية التي تُمارس على المعتقلين، بما في ذلك الابتزاز العاطفي والجسدي واستخدام العملاء الذين يخدمون المخابرات الإسرائيلية.
على الرغم من القيمة الكبيرة للرواية في تسليط الضوء على أساليب التحقيق المظلمة في سجون الاحتلال، إلا أن بعض النقاد انتقدوا الأسلوب السردي المباشر للرواية، حيث اعتبره البعض مملًا ومكررًا، ولا سيما الأحاديث الداخلية للبطل التي تقترب من الطابع الوعظي. كما وجه البعض النقد لتحول الرواية إلى خطاب أيديولوجي يركز على التوجيهات الإسلامية، ما قد يجعل القارئ يشعر بعدم التوازن بين الواقعية الأدبية والأبعاد الفكرية. ومع ذلك، تبقى ستائر العتمة عملاً مهمًا في أدب السجون الفلسطيني، ورواية مهمة تسجل الواقع الصعب للأسير الفلسطيني وتعكس صموده في مواجهة آلة القمع.

## شخصية الرواية
تدور أحداث رواية "ستائر العتمة" حول شخصية الشاب الفلسطيني عامر، الذي تم اعتقاله في سجون الاحتلال بعد أن نفذ مع رفاقه عملية عسكرية ناجحة ضد المستوطنين في رام الله. يواجه عامر خلال 90 يومًا من الاعتقال التعذيب النفسي والجسدي الشديد من قبل المحققين الإسرائيليين، إلا أنه يظل ثابتًا على مبادئه وقويًا في إيمانه بالله وبقضية فلسطين. يتسلح بالذكاء والدهاء، ويواجه شتى أساليب الخداع والمكر التي يتبعها الاحتلال من خلال العملاء والمحققين، دون أن ينكسر أو ينقاد للاعترافات. تركز الرواية على قدرته على الصمود والتصدي لجميع محاولات الاحتلال في كسر إرادته، محققة انتصارًا معنويًا رغم الظروف القاسية.

## تحويل الرواية إلى فيلم
طبُع الجزء الأول من الرواية ثمان طبعات، أي نحو 40 ألف نسخة، وبسبب دقة تصوير الرواية لتفاصيل المشاهد التي تمتزج فيها واقعية الحدث والمشاعر الإنسانية، قام المخرج محمد فرحان الكرمي بتحويل الرواية إلى فيلم درامي.